# Ley (pureza)

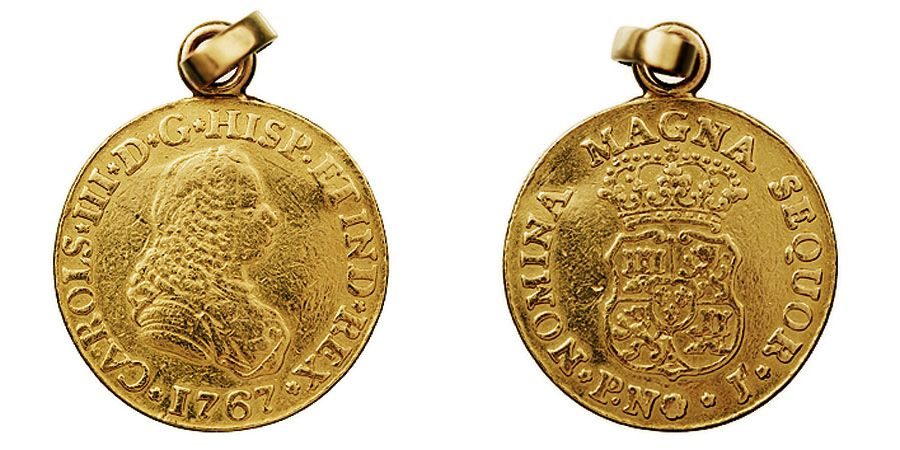
Moneda de oro con una ley de 0.917 acuñada en 1767 en Popayán, Nuevo Reino de Granada (actual Colombia).

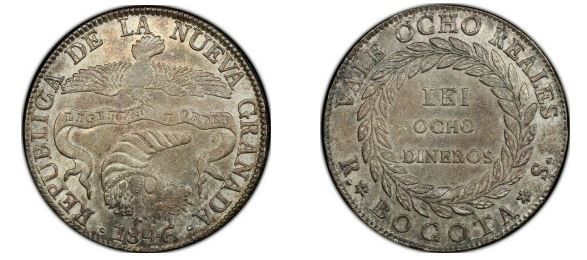
Moneda de Plata con una ley de Ocho Dineros (0.666) acuñada en 1846 en la República de Nueva Granada (actual Colombia).

Se entiende por ley, en los metales preciosos, la proporción en peso en que el metal precioso puro se encuentra en una aleación. Actualmente se expresa en milésimas (es decir, número de partes del metal puro de cada mil partes de la aleación) y se representará convencionalmente por un número de tres dígitos. Un lingote de oro de ley de 750 milésimas, quiere decir que de cada 1000 partes (milésimas) 750 son de oro puro, siendo el resto de otros metales. También en numismática, se utiliza para establecer la proporción de metal puro frente al metal aleado en las monedas.
Antiguamente se expresaba en quilates, para el oro, o en dineros y granos en el caso de la plata.

## Metales preciosos
Aunque en orfebrería se utilizan diversos metales para la fabricación de joyería, solo algunos de ellos tienen la consideración de metales preciosos de ley. En el caso de España, legalmente se consideran metales preciosos solo el oro, la plata y  el platino, pero no los pertenecientes al grupo del platino, tales como el iridio, osmio, paladio, rodio y rutenio, aunque sean empleados en aleaciones o recubrimientos de objetos de metales preciosos.

## Sistema de pureza antiguo
En la antigüedad, la Edad Media y los tiempos modernos hasta la adopción del sistema métrico decimal, la ley del oro se medía en quilates y la de la plata en dineros y granos.
El oro puro tiene 24 quilates y la plata pura 12 dineros. Cada quilate equivale a 41,666 milésimas (4 granos de 10,41 milésimas) y cada dinero a 83,333 milésimas (24 granos de 3,472 milésimas). Así, el oro de 18 quilates tendría 18/24=3/4 partes de oro puro, mientras que el de 24 quilates sería oro puro.

## Metales aleados para orfebrería
Existen diferentes aleaciones de Oro. El oro de primera ley, es conocido como oro de 750 milésimas o de 18 quilates (18/24). Es decir que por cada 24 partes en peso de la aleación, 18 de ellas son oro puro y las restantes son otros metales, que típicamente son plata y cobre, que le dan la dureza y el color ideal para terminados de joyería. El oro de segunda ley, es conocido como oro de 583,3 o de 14 quilates (14/24). Es decir que por cada 24 partes en peso de la aleación, 14 de ellas son oro puro y las restantes 10 de ellas son otros metales. De esta manera es posible realizar aleaciones de cualquier valor deseado, o podemos encontrar en la naturaleza oro con impurezas dando lugar a cualquier posibilidad en proporción de oro puro y otros metales e impurezas.

## Ley de pureza
Actualmente la pureza de los metales preciosos se mide en milésimas, que indican qué cantidad de metal precioso puro tenemos en una aleación si la dividieramos en 1000 partes.
Aunque el oro de 24 quilates y la plata de 12 dineros se consideran puros, cualquier metal, por puro que sea, contiene una pequeña cantidad de impurezas debido a las propiedades químicas y físicas de la obtención de este. Debido a esto, los metales preciosos se consideran puros cuando tienen, al menos, 999 milésimas en vez de los 1000 teóricos.
La calidad del oro de 24 quilates es, en porcentaje de pureza, de un 99,9% (medida que también es llamada como 3N debido al número de nueves), aunque se ha llegado a conseguir, a través de refinados, oro de 24 quilates con calidad 4N (99,99%) o 6N (99,9999%), esta última representada en una pieza de oro llamada Plate 42C y obtenida, en 1957, por la australiana y oficial casa de la moneda en lingotes Perth Mint.

## Clasificación
Las "leyes" (grados de pureza) reconocidos por los países varía de unos a otros. La Convención de Viena de contrastes de metales preciosos reconoce los siguientes grados de pureza:
| milésimas | pureza | equivalencia en quilates |
| --------- | ------ | ------------------------ |
| 999       | 99.9 % | 24                       |
| 990       | 99.0 % | 23.76                    |
| 916       | 91.6 % | 22                       |
| 834       | 83.4 % | 20                       |
| 800       | 80.0 % | 19.2                     |
| 750       | 75.0 % | 18                       |
| 625       | 62.5 % | 15                       |
| 585       | 58.5 % | 14                       |
| 500       | 50.0 % | 12                       |
| 417       | 41.7 % | 10                       |
| 375       | 37.5 % | 9                        |
| 333       | 33.3 % | 8                        |

| milésimas | pureza | equivalencia en dineros |
| --------- | ------ | ----------------------- |
| 999       | 99.9 % | 12                      |
| 990       | 99.0 % | 11.88                   |
| 958       | 95.8 % | 11.5                    |
| 925       | 92.5 % | 11.1                    |
| 835       | 83.5 % | 10                      |
| 830       | 83.0 % | 9.96                    |
| 800       | 80.0 % | 9.6                     |

| milésimas | pureza |
| --------- | ------ |
| 999       | 99.9 % |
| 990       | 99.0 % |
| 950       | 95.0 % |
| 900       | 90.0 % |
| 850       | 85.0 % |
| 600       | 60.0 % |
| 500       | 50.0 % |

| milésimas | pureza |
| --------- | ------ |
| 999       | 99.9 % |
| 990       | 99.0 % |
| 950       | 95.0 % |
| 500       | 50.0 % |